# Grande Prêmio do Brasil de 2003
O Grande Prêmio do Brasil de 2003 foi a terceira etapa do Campeonato Mundial de Fórmula 1 de 2003 e a septingentésima corrida da história da categoria. Foi realizado em 6 de abril de 2003 no Autódromo de Interlagos e teve como vencedor o italiano Giancarlo Fisichella da Jordan.

## Resumo
A chuva começou no início do dia e a largada teve que ser feita com o Safety Car na pista e,  depois de 7 voltas, a corrida é normalizada.
David Coulthard assumiu a primeira posição logo na primeira curva, Nick Heidfeld abandonou com problemas de motor, e na volta 16 Justin Wilson abandonou com os mesmos problemas de Heidfeld.
Na volta 18, a suspensão de Ralph Firman se quebra e ele atinge Olivier Panis causando nova entrada do Safety Car. Na 25, Antônio Pizzonia bate na Curva do Sol juntamente com Juan Pablo Montoya, e duas voltas depois Michael Schumacher bate no mesmo lugar.
Na volta 33 Jenson Button também bate na Curva do Sol. 12 voltas depois, Rubens Barrichello ultrapassa Coulthard e assume a liderança para delírio do público presente, porém ele abandona com uma pane seca na volta 47.
Na volta 54, Mark Webber bate muito forte na Curva do Café, causando a entrada do Safety Car, mas Fernando Alonso bate no mesmo ponto ao atingir um dos pneus do carro do australiano. Depois do acidente foi agitada a bandeira vermelha, e a prova foi encerrada. O vencedor do momento, ao contrário do que todos imaginaram, foi Kimi Raikkonen, que ocupava a liderança na volta 53. Giancarlo Fisichella o havia ultrapassado na volta 54, mas pelo regulamento o resultado final teria de ser o de duas voltas anteriores à que foi sinalizada a bandeira vermelha. Os fiscais declararam que a bandeira foi sinalizada na volta 55, portanto tornando oficiais os resultados de acordo com o fechamento da volta 53. Porém, alguns dias após a corrida, evidências em vídeo foram obtidas mostrando que Fisichella havia, de fato, aberto a volta 56 antes do sinal de interrupção da corrida, fazendo com que o resultado real da prova fosse o do fechamento da volta 54, com o piloto da Jordan na liderança. Após as evidências serem encaminhadas à FIA, Fisichella foi oficialmente reconhecido como vencedor no dia 11 de abril. Depois de duas semanas, no GP de San Marino, em uma cerimônia não-oficial, Raikkonen entregou o troféu de 1° colocado para o piloto da equipe irlandesa.

## Curiosidades
- Foi a primeira vitória de Fisichella na categoria e foi a última da equipe Jordan.
- Última vitória e pódio da Ford na categoria.

## Classificação

### Treinos oficiais
| Pos.   | Nº | Piloto                | Equipe           | Q1        | Q2       | Dif.    |
| ------ | -- | --------------------- | ---------------- | --------- | -------- | ------- |
| 1      | 2  | Rubens Barrichello    | Ferrari          | 1:23.249  | 1:13.807 | —       |
| 2      | 5  | David Coulthard       | McLaren-Mercedes | 1:24.655  | 1:13.818 | + 0.011 |
| 3      | 14 | Mark Webber           | Jaguar-Cosworth  | 1:23.111  | 1:13.851 | + 0.044 |
| 4      | 6  | Kimi Räikkönen        | McLaren-Mercedes | 1:24.607  | 1:13.866 | + 0.059 |
| 5      | 7  | Jarno Trulli          | Renault          | 1:26.557  | 1:13.953 | + 0.146 |
| 6      | 4  | Ralf Schumacher       | Williams-BMW     | 1:26.709  | 1:14.124 | + 0.317 |
| 7      | 1  | Michael Schumacher    | Ferrari          | 1:25.585  | 1:14.130 | + 0.323 |
| 8      | 11 | Giancarlo Fisichella  | Jordan-Ford      | 1:26.726  | 1:14.191 | + 0.384 |
| 9      | 3  | Juan Pablo Montoya    | Williams-BMW     | 1:27.961  | 1:14.223 | + 0.416 |
| 10     | 8  | Fernando Alonso       | Renault          | 1:26.203  | 1:14.384 | + 0.577 |
| 11     | 17 | Jenson Button         | BAR-Honda        | sem tempo | 1:14.504 | + 0.697 |
| 12     | 9  | Nick Heidfeld         | Sauber-Petronas  | 1:27.111  | 1:14.631 | + 0.824 |
| 13     | 16 | Jacques Villeneuve    | BAR-Honda        | 1:25.672  | 1:14.668 | + 0.861 |
| 14     | 10 | Heinz-Harald Frentzen | Sauber-Petronas  | 1:26.375  | 1:14.839 | + 1.032 |
| 15     | 20 | Olivier Panis         | Toyota           | 1:25.614  | 1:14.839 | + 1.032 |
| 16     | 12 | Ralph Firman          | Jordan-Ford      | 1:28.083  | 1:15.240 | + 1.433 |
| 17     | 15 | Antônio Pizzonia      | Jaguar-Cosworth  | 1:25.764  | 1:15.317 | + 1.510 |
| 18     | 21 | Cristiano da Matta    | Toyota           | 1:26.554  | 1:15.641 | + 1.834 |
| 19     | 19 | Jos Verstappen        | Minardi-Cosworth | 1:26.886  | 1:16.542 | + 2.735 |
| 20     | 18 | Justin Wilson         | Minardi-Cosworth | 1:28.317  | 1:16.586 | + 2.779 |
| Fonte: |    |                       |                  |           |          |         |

### Corrida
| Pos.   | Nº | Piloto                | Construtor       | Voltas | Tempo/Diferença        | Grid | Pontos |
| ------ | -- | --------------------- | ---------------- | ------ | ---------------------- | ---- | ------ |
| 1      | 11 | Giancarlo Fisichella  | Jordan-Ford      | 54     | 1:31:17.748            | 8    | 10     |
| 2      | 6  | Kimi Räikkönen        | McLaren-Mercedes | 54     | + 0.945                | 4    | 8      |
| 3      | 8  | Fernando Alonso       | Renault          | 54     | + 6.348 (Acidente)     | 10   | 6      |
| 4      | 5  | David Coulthard       | McLaren-Mercedes | 54     | + 8.096                | 2    | 5      |
| 5      | 10 | Heinz-Harald Frentzen | Sauber-Petronas  | 54     | + 8.642                | 14   | 4      |
| 6      | 16 | Jacques Villeneuve    | BAR-Honda        | 54     | + 16.054               | 13   | 3      |
| 7      | 4  | Ralf Schumacher       | Williams-BMW     | 54     | + 38.526               | 6    | 2      |
| 8      | 7  | Jarno Trulli          | Renault          | 54     | + 45.927               | 5    | 1      |
| 9      | 14 | Mark Webber           | Jaguar-Cosworth  | 53     | Acidente               | 3    |        |
| 10     | 21 | Cristiano da Matta    | Toyota           | 53     | + 1 volta              | 18   |        |
| Ret    | 2  | Rubens Barrichello    | Ferrari          | 46     | Sistema de combustível | 1    |        |
| Ret    | 17 | Jenson Button         | BAR-Honda        | 32     | Acidente               | 11   |        |
| Ret    | 19 | Jos Verstappen        | Minardi-Cosworth | 30     | Rodou                  | 19   |        |
| Ret    | 1  | Michael Schumacher    | Ferrari          | 26     | Acidente               | 7    |        |
| Ret    | 15 | Antônio Pizzonia      | Jaguar-Cosworth  | 24     | Acidente               | 17   |        |
| Ret    | 3  | Juan Pablo Montoya    | Williams-BMW     | 24     | Acidente               | 9    |        |
| Ret    | 20 | Olivier Panis         | Toyota           | 17     | Acidente               | 15   |        |
| Ret    | 12 | Ralph Firman          | Jordan-Ford      | 17     | Suspensão/Acidente     | 16   |        |
| Ret    | 18 | Justin Wilson         | Minardi-Cosworth | 15     | Rodou                  | 20   |        |
| Ret    | 9  | Nick Heidfeld         | Sauber-Petronas  | 8      | Motor                  | 12   |        |
| Fonte: |    |                       |                  |        |                        |      |        |

## Tabela do campeonato após a corrida
| Pos.   | Var.    | Piloto               | Pontos |
| ------ | ------- | -------------------- | ------ |
| 1      | Estável | Kimi Räikkönen       | 24     |
| 2      | Estável | David Coulthard      | 15     |
| 3      | 2       | Fernando Alonso      | 14     |
| 4      | 12      | Giancarlo Fisichella | 10     |
| 5      | 2       | Jarno Trulli         | 9      |
| Fonte: |         |                      |        |

| Pos.   | Var.    | Construtor       | Pontos |
| ------ | ------- | ---------------- | ------ |
| 1      | Estável | McLaren-Mercedes | 39     |
| 2      | 1       | Renault          | 23     |
| 3      | 1       | Ferrari          | 16     |
| 4      | Estável | Williams-BMW     | 16     |
| 5      | 2       | Jordan-Ford      | 10     |
| Fonte: |         |                  |        |

- Nota: Somente as primeiras cinco posições estão listadas.